# فرانک رادرفورد
فرانک رادرفورد (انگلیسی: Frank Rutherford؛ زادهٔ ۲۳ نوامبر ۱۹۶۴) ورزشکار دو و میدانی اهل باهاما است.